# کمیل لیتل
کمیل لیتل (انگلیسی: Camille Little؛ زادهٔ ۱۸ ژانویهٔ ۱۹۸۵) بازیکن بسکتبال اهل ایالات متحده آمریکا است.
از باشگاه‌هایی که در آن بازی کرده‌است می‌توان به آتلانتا دریم اشاره کرد.